# رومانوفکا (شهرستان کارماسکالینسکی، باشقیرستان)
رومانوفکا (انگلیسی: Romanovka, Karmaskalinsky District, Republic of Bashkortostan) یک شهرک در شهرستان کارماسکالینسکی استان باشقیرستان کشور روسیه است.